# VI Giochi dell'Impero e del Commonwealth Britannico
I VI Giochi dell'Impero e del Commonwealth Britannico si tennero a Cardiff (Galles) tra il 18 ed il 26 luglio 1958. Vi parteciparono 35 nazioni, per un totale di 1122 atleti impegnati.

## Sport
I VI Giochi dell'Impero e del Commonwealth Britannico hanno compreso le seguenti discipline:
- Atletica leggera
- Bowls
- Ciclismo
  -  Ciclismo su strada
  -  Ciclismo su pista
- Lotta
- Pugilato
- Scherma
- Sollevamento pesi
- Nuoto
- Canottaggio
- Tuffi

## Nazioni partecipanti
Le nazioni partecipanti sono state (in grassetto quelle che hanno partecipato per la prima volta):
- Australia
- Bahamas
- Barbados
- Borneo del Nord
- Canada
- Ceylon
- Dominica
- Figi
- Galles
- Ghana
- Giamaica
- Gibilterra
- Guyana britannica
- Hong Kong
- India
- Inghilterra
- Irlanda del Nord
- Isola di Man
- Jersey
- Kenya
- Malaysia
- Malta
- Mauritius
- Nigeria
- Nuova Zelanda
- Pakistan
- Rhodesia Meridionale
- Rhodesia Settentrionale

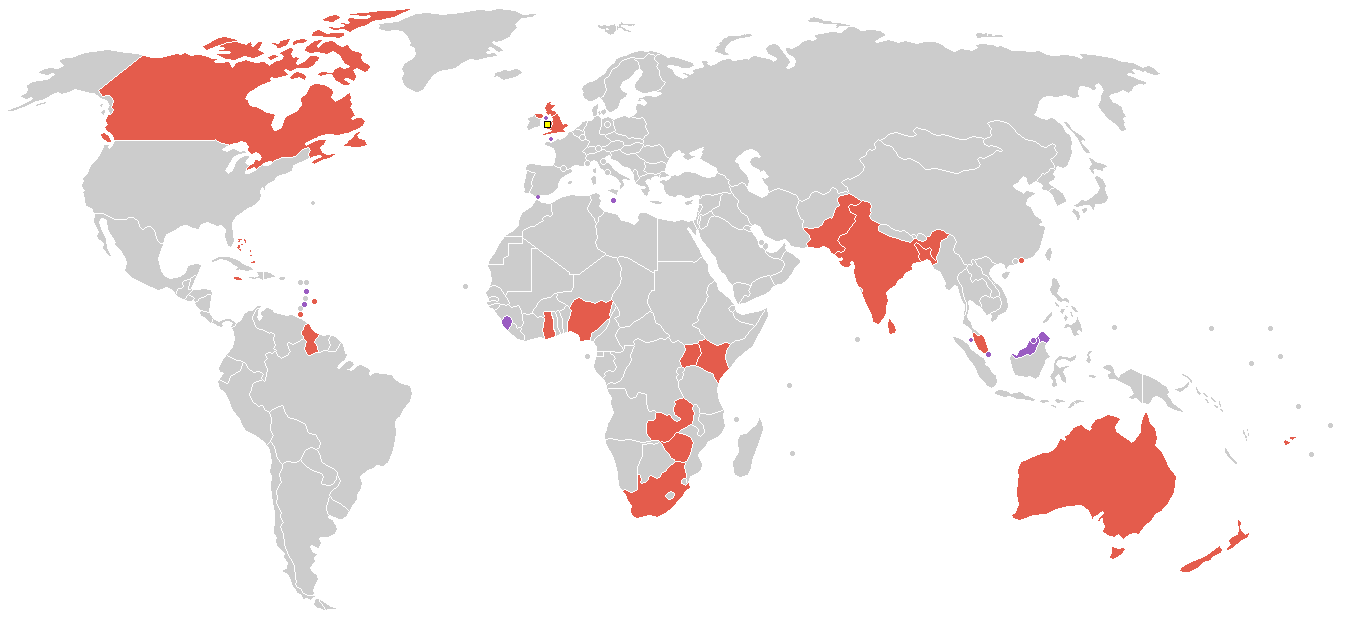
Nazioni partecipanti

- Saint Vincent e Grenadine
- Sarawak
- Scozia
- Sierra Leone
- Singapore
- Sudafrica
- Trinidad e Tobago
- Uganda

## Medagliere
| Posiz. | Nazione                 | Oro | Argento | Bronzo | Totale |
| ------ | ----------------------- | --- | ------- | ------ | ------ |
| 1      | Inghilterra             | 29  | 22      | 29     | 80     |
| 2      | Australia               | 27  | 22      | 17     | 66     |
| 3      | Sudafrica               | 13  | 10      | 8      | 31     |
| 4      | Scozia                  | 5   | 5       | 3      | 13     |
| 5      | Nuova Zelanda           | 4   | 6       | 9      | 19     |
| 6      | Giamaica                | 4   | 2       | 1      | 7      |
| 7      | Pakistan                | 3   | 5       | 2      | 10     |
| 8      | India                   | 2   | 1       | 0      | 3      |
| 9      | Singapore               | 2   | 0       | 0      | 2      |
| 10     | Canada                  | 1   | 10      | 16     | 27     |
| 11     | Galles                  | 1   | 3       | 7      | 11     |
| 12     | Irlanda del Nord        | 1   | 1       | 3      | 5      |
| 13     | Bahamas                 | 1   | 1       | 0      | 2      |
| 13     | Barbados                | 1   | 1       | 0      | 2      |
| 15     | Malesia                 | 0   | 2       | 0      | 2      |
| 16     | Nigeria                 | 0   | 1       | 1      | 2      |
| 17     | Guiana britannica       | 0   | 1       | 0      | 1      |
| 17     | Uganda                  | 0   | 1       | 0      | 1      |
| 19     | Rhodesia Meridionale    | 0   | 0       | 2      | 2      |
| 19     | Kenya                   | 0   | 0       | 2      | 2      |
| 19     | Trinidad e Tobago       | 0   | 0       | 2      | 2      |
| 22     | Ghana                   | 0   | 0       | 1      | 1      |
| 22     | Isola di Man            | 0   | 0       | 1      | 1      |
| 22     | Rhodesia Settentrionale | 0   | 0       | 1      | 1      |
| Totale | Totale                  | 94  | 94      | 104    | 292    |